# 도요쓰정
도요쓰정(豊津町)은 후쿠오카현 동부에 위치했던 미야코군의 정이였다. 2006년 3월 20일, 사이가와정·가쓰야마정과 합병해 미야코정이 되었다.

## 역사
마을 안에서는 구석기 시대, 조몬 시대, 야요이 시대, 고분 시대의 유적과 유물이 발견되고 있다. 또한, 분젠국의 국부(國府)터와 고쿠분지(国分寺)터도 발견되어 분젠국의 중심지였던 것으로 알려져 있다.
1866년, 조슈번의 제2차 조슈 정벌로 공격을 받은 오쿠라번이 오쿠라성에 불을 지르고 성에서 철수했다. 이후 고쿠라번은 현재의 도요쓰정에 번청을 신설했고, 1871년 폐번으로 도요츠현의 현청이 설치되었으나, 같은 해에 고쿠라현에 편입되었고, 이후 고쿠라현이 후쿠오카현에 편입되면서 후쿠오카현에 편입되었다.
1876년 일어난 아키즈키의 난에서 전장이 되었다. 이때 전사한 사족의 무덤은 현재 '아키즈키당 전사의 무덤'으로 남아 있다.
- 1889년 4월 1일 - 정촌제 시행에 의해 도요쓰촌, 세쓰마루촌, 하라이고촌이 성립하였다.
- 1943년 4월 10일 - 도요쓰촌, 세쓰마루촌이 대등합병해, 새롭게 도요쓰촌이 성립하였다.
- 1955년 3월 1일 - 도요쓰촌, 하라이고촌이 대등합병해, 도요쓰촌이 성립하였다.
- 2006년 3월 20일 - 사이가와정·가쓰야마정과 대등합병해, 미야코정이 성립해, 도요쓰정은 소멸하였다.

## 교통

### 철도
- 헤이세이치쿠호 철도 다가와 선

### 도로
- 국도 10호선
- 국도 496호선